# Sekondi-Takoradi-Stadion
Das Sekondi-Takoradi-Stadion oder auch Essipong Stadium ist ein Multifunktionsstadion in Sekondi-Takoradi, der zweitgrößten Stadt Ghanas, errichtet im Ort Essipong bei Takoradi. Es wird überwiegend für Fußballveranstaltungen genutzt und ist das Heimatstadion des Vereins FC Hasaacas Sekondi.  
Hier fanden einige Spiele der Fußball-Afrikameisterschaft 2008 statt. Das Stadion fasst 20.000 Zuschauer und wurde 2008 eröffnet. Erbaut wurde es von der chinesischen Firma Shangai Construction Company Limited mit geplanten Gesamtkosten von 38,5 Millionen US-Dollar.